# يفنه
يفنه (بالعبرية: יַבְנֶה)، وفي السياق التاريخي أيضًا يبنه ويمنيا، هي مدينة المنطقة الوسطى بإسرائيل. بلغ عدد سكانها 39,680 نسمة في سنة 2014، وفقاً دائرة الإحصاء المركزية الإسرائيلية (CBS). يفنه هي واحدة من المدن القديمة الرئيسية في السهل الساحلي الجنوبي، حيث تقع 20 كـم (12.43 ميل) جنوب يافا، 15 كـم (9.32 ميل) شمال أسدود، و7 كـم (4.35 ميل) شرق البحر الأبيض المتوسط.

## الخلفية التاريخية
أقيمت مدينة يفنة على الضفة الغربية لنهر روبين الأدنى في السهل الساحلي لفلسطين. وعلى بعد بضعة كيلومترات إلى الغرب منها يمتد شريط من الكثبان الرملية الشاطئية بموازاة ساحل البحر المتوسط.
احتلت عصابات الهاغانا الصهيونية قرية يفنة (يبنا) العربية في أيار 1948 لوقف تقدم الجيش المصري نحو تل أبيب، وطردت سكانها العرب الذين بلغ عددهم آنذاك أكثر من 4000 نسمة.
وبعد عام 1948 قامت سلطات الاحتلال بتوطين بعض العائلات اليهودية في بيوت السكان العرب الذين طردوا من يفنة.
وتوسعت يفنة، بمرور الوقت نتيجة عدد سكانها من المهاجرين اليهود وبناء مساكن جديدة لهم، وأصبح مجلس بلدي يدير شؤونها.
مارس المستوطنون اليهود حرفة الزراعة والتجارة في السنوات الأولى من توطينهم .وقد تقدمت يفنة اقتصاديا بعد انتقال بعض المصانع إليها من منطقة تل أبيب منذ أوائل الستينات. وهي تضم اليوم مصنع الجلود والنسيج والمعادن والمعلبات والملبوسات والصناعة وتشتهر بتربية الدواجن والأبقار. وفيها أيضا مراكز تجارية وحدائق عامة ومؤسسات ثقافية وأهلية ومحطة مراقبة الاشعارات النووية.
ويعمل سكانها في مختلف قطاعات الأعمال من صناعة وزراعة وبناء، وقد زاد عددهم من 1600 نسمة عام 1953 إلى 9000 نسمة عام 1964 و10500 نسمة عام 1973، 13800 نسمة عام 1938 و39700 نسمة عام 2001.

## توأمة
ليفنه اتفاقيات توأمة مع كل من:
- Le Raincy [الإنجليزية]‏
- شباير

## أعلام
- ماور ميليكسون
- أومري كاسبي
- قاي سالم
- أبو يوسف النجار

## روابط خارجية
- موقع البلدية